# George Connor
George Leo Connor (Chicago, Illinois, 21 de enero de 1925 – Evanston, Illinois, 31 de marzo de 2003), más conocido como George Connor, fue un jugador profesional estadounidense de fútbol americano que se desempeñó en la posición de offensive tackle y linebacker en la National Football League (NFL). Es miembro del Salón de la Fama del Fútbol Americano Profesional.

## Carrera
Connor jugó como profesional ocho temporadas en Chicago Bears (1948-1955), equipo en el que se retiró.

## Reconocimiento
El 2 de agosto de 1975, ingresó como miembro al Salón de la Fama del Fútbol Americano Profesional.